# لئوناردو پونزیو
لئوناردو پونزیو (اسپانیایی: Leonardo Ponzio‎؛ زادهٔ ۲۹ ژانویهٔ ۱۹۸۲) یک بازیکن فوتبال اهل آرژانتین است.
از باشگاه‌هایی که در آن بازی کرده‌است می‌توان به باشگاه فوتبال رئال ساراگوسا، ریور پلاته و نیولز اولد بویز اشاره کرد.
وی همچنین در تیم ملی فوتبال آرژانتین بازی کرده است.